# Metropolia di Transilvania

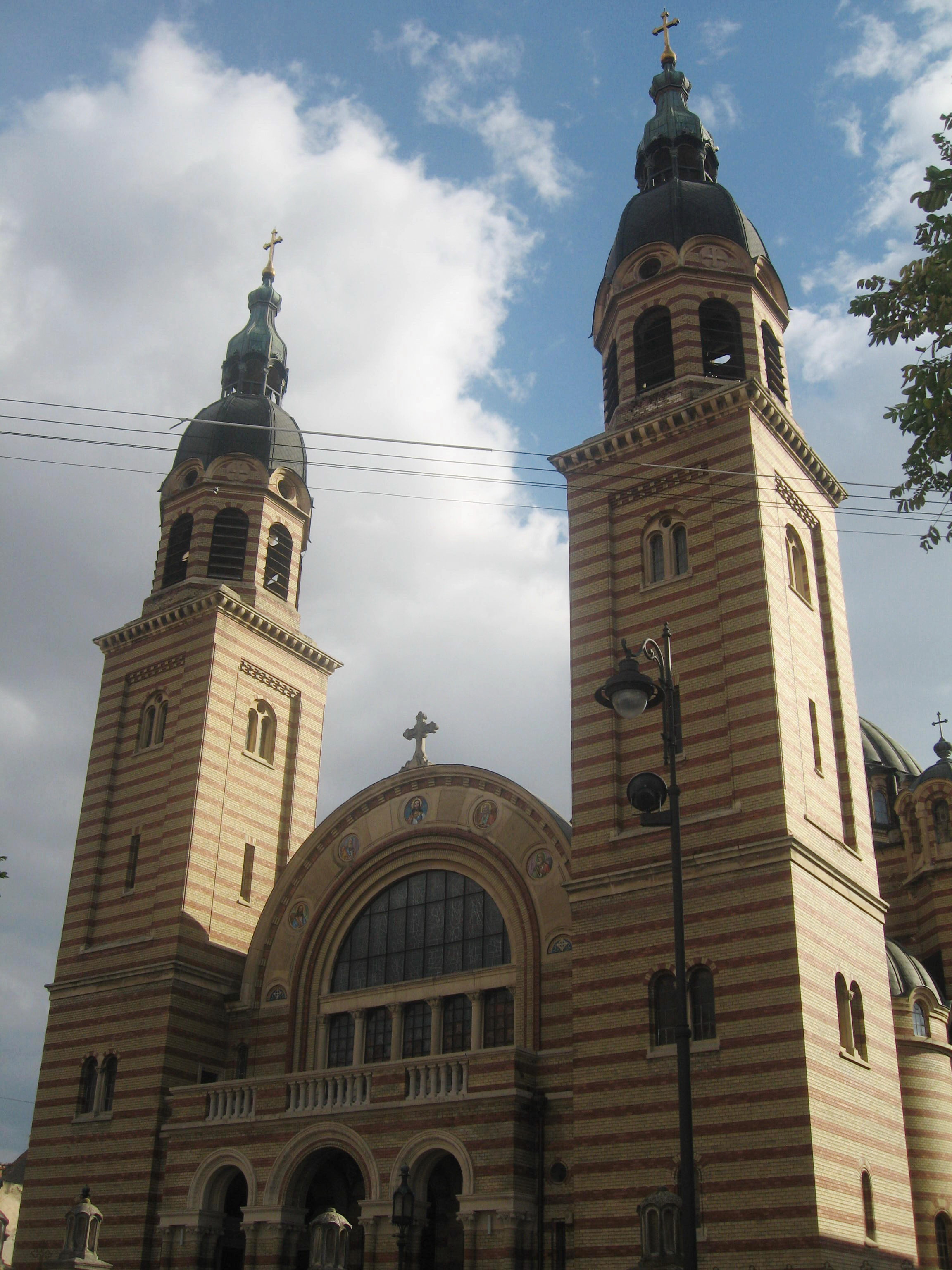
Cattedrale metropolitana della Santissima Trinità, Sibiu

La metropolia di Transilvania (in rumeno: Mitropolia Ardealului), è una delle metropolie (o province ecclesiastiche) della chiesa ortodossa rumena. Ha sede a Sibiu, in Romania. L'attuale metropolita è Laurențiu Streza.

## Storia
La presenza di una giurisdizione della chiesa ortodossa in Transilvania è attestata già nel 1377 ad Alba Iulia. Dalla metà del XIX secolo, sotto la guida di Andrei Saguna, la metropolita di Transilvania ha avuto erezione canonica, con sede a Sibiu nel 1865. Questo dopo che la vecchia metropolia di Alba Iulia si era uniti con la Chiesa di Roma all'inizio del secolo precedente, stabilendo la propria sede a Blaj. Essa fu eretta con lettere patenti dell'imperatore Francesco Giuseppe d'Austria come Re d'Ungheria, dando così autonomia alle comunità ortodosse transilvane fino ad allora soggette all'autorità del clero di lingua serba facente capo al Patriarcato di Karlovci.
Il 23 aprile del 1919, dopo l'occupazione romena della regione, la metropolia di Transilvania è stata unita per decisione del Santo Sinodo della Chiesa ortodossa romena alla metropolia di Ungro-Valacchia.
Il 16 e 17 febbraio 2012 venne eretta nuovamente la metropolia di Transilvania con sede a Sibiu, per decisione del Santo Sinodo della chiesa ortodossa rumena.

## Organizzazione
La metropolia consta di 2 arcieparchie e 3 eparchie:
- arcieparchia di Sibiu
- arcieparchia di Alba Iulia
- eparchia di Oradea
- eparchia di Covasna e Harghita
- eparchia di Deva e Hunedoara